# Compass Diversified Holdings
Compass Diversified Holdings ist eine amerikanische Industrieholding, die von der Private-Equity-Gesellschaft The Compass Group geleitet wird. Das Unternehmen wurde 1998 gegründet und ging 2006 an die Börse. Compass Diversified Holdings investiert vorwiegend in Mittelständler.

## Tochterunternehmen
- Advanced Circuits
- American Furniture
- Arnold Magnetic Technologies
- CamelBak
- Clean Earth
- Ergobaby
- FOX
- Liberty Safe
- Manitoba Harvest (2019 für 317 Millionen US-Dollar an Tilray verkauft.[3])
- SternoCandleLamp
- Tridien Medical